# Булатова, Мунира Закировна
Мунира́ Заки́ровна Була́това (Бикбулатова) (тат. Мөнирә Закир кызы Булатова; 19 мая 1914, Архангельск, Российская империя — 31 мая 2011, Казань) — советская татарская оперная певица (меццо-сопрано), педагог, солистка Татарского театра оперы и балета имени Мусы Джалиля. Народная артистка РСФСР (1957).

## Биография

### Происхождение
Мунира Закировна Бикбулатова родилась 19 мая 1914 года в Архангельске, куда родители Муниры переселились из села Янгильдино Чебоксарского уезда Казанской губернии. Отец — Закир Бикбулатов, мать — Шафикамал Бикбулатова, для которых Мунира стала третьей дочерью; было у них ещё два сына. В Архангельске была небольшая татарская община, действовала деревянная мечеть и джадидский мектеб – там началась учёба Муниры. 
В 1925 году умер отец Муниры — Закир Бикбулатов, и Мунира с матерью, сестрами и братьями переехала в Янгильдино Козловского района Чувашской АССР. В 1926 году Мунира — выпускница четвёртого класса Янгильдинской сельской школы — по решению матери была отдана на учёбу в Казанскую школу-интернат. В интернате фамилия Муниры была сокращена под воздействием тогдашней «моды» на сокращения. Когда в селе зародился колхоз имени Карла Маркса, мать Муниры стала его председателем. 
В 1930 году Мунира окончила Казанский индустриальный техникум. С 1930 по 1936 годы работала на заводе имени Вахитова мастером свечного цеха.

### Музыкальная карьера
С 1934 по 1936 гг. училась в Казанском музыкальном техникуме.
С 1936 по 1938 гг. училась в Татарской оперной студии при Московской государственной консерватории имени П. И. Чайковского.
В 1939—1978 годах — артистка Татарского театра оперы и балета. В годы Великой Отечественной войны более 70 раз выступала перед солдатами 3-го Прибалтийского фронта, в частях советской армии, в госпиталях и санчастях.
В 1948—1953 годах обучалась в Московской консерватории им. П. И. Чайковского.
В сезоне 1949—1950 гг. стажировалась в Большом театре, выступала в партиях Полины и Миловзора в «Пиковой даме» П. Чайковского.
В 1967—1970 годах — директор Театра оперы и балета им. М. Джалиля.
В 1978—1985 годах преподавала в Казанском государственном институте культуры.
Многие годы М. Булатова была председателем Татарского отделения Всероссийского театрального общества. Была депутатом горсовета Татарской АССР.
Мунира Булатова умерла 31 мая 2011 года в Казани.

## Память
Похоронена на Ново-Татарском кладбище В Казани открыли памятник Мунире Булатовой

## Творчество
На протяжении нескольких десятилетий М. Булатова являлась одной из ведущих солисток Татарского театра оперы и балета. Её репертуар был обширен и многообразен и включал в себя партии из опер зарубежных, русских и татарских композиторов. Булатова вела активную концертную деятельность, исполняла романсы и песни русских и татарских композиторов, была первой исполнительницей многих романсов Р. Яхина. В фондах ГТРК «Татарстан» находится более 160 записей исполнения Булатовой.

### Основные партии
- Зибель («Фауст» Ш. Гуно)
- Кармен («Кармен» Ж. Бизе)
- Кончаковна («Князь Игорь» А. Бородина)
- Марина Мнишек («Борис Годунов» М. Мусоргского)
- Любаша («Царская невеста» Н. Римского-Корсакова)
- Ольга, Няня («Евгений Онегин» П. Чайковского)
- Тугазак, Хаят («Алтынчеч», «Джалиль» Н. Жиганова)
- Разия («Самат» Х. Валиуллина)
- Джихан, Марфуга («Башмачки», «Неотосланные письма» Дж. Файзи)

## Награды и звания
- Два ордена Трудового Красного Знамени
- Медали
- Народная артистка РСФСР (1957)
- Народная артистка Татарской АССР (1950)[2].
- Заслуженная артистка Татарской АССР (1945)[2].